# Erebia callias
Erebia callias is een vlinder uit de onderfamilie Satyrinae van de familie Nymphalidae (vossen, parelmoervlinders en weerschijnvlinders).
De vlinder heeft een spanwijdte van 35 tot 38 millimeter. De voorvleugel heeft een dubbele oogvlek. De onderzijde van de achtervleugel is zilvergrijs met donkere tekening.
De soort kent een verspreiding in het deel van de Rocky Mountains dat in de Verenigde Staten ligt en berggebieden in het oosten van Azië. 
De waardplanten van deze soort zijn waarschijnlijk grassen en cypergrassen. Eitjes worden afzonderlijk in de buurt van de waardplant afgezet op dood blad. 